# John Peter (jugador de hockey hierba)
Victor John "V. J." Peter  (Madras, 19 de junio de 1937 – 30 de junio de 1998) fue un jugador de hockey hierba indio. Ganó la medalla de oro en los Juegos Olímpicos de Tokio 1964, plata en Roma 1960 y bronce en México 1968. El hermano de Peter, Victor Philips, fue miembro del equipo ganador del Mundial de Hockey de 1975.
Peter representó a su empresa, Madras Engineer Group a nivel de club. Era conocido por sus "habilidades de regate, control del balón y creación de jugadas" y fue llamado por sus excompañeros de equipo Harbinder Singh e Inam-Ur Rahman como "uno de los mejores derechos interiores que India haya producido". Otro excompañero de equipo, Gurbux Singh, le atribuyó haber sido el "arquitecto del triunfo de la India sobre el equipo nacional masculino de hockey sobre hierba en la final de los Juegos Olímpicos de Tokio 1964". Peter también ganó la medalla de oro en los Juegos Asiáticos de 1966. Después de su muerteen junio de 1998, su compañero de equipo Charles Cornelius dijo de él que "Peter era pura magia, nunca olvidaré su combinación con Mohinder Lal, Joginder y Peter." M. P. Ganesh afirmó que era un "jugador muy artístico y sus pases fueron precisos y oportunos."